# 牛ノ谷駅
牛ノ谷駅（うしのやえき）は、福井県あわら市牛ノ谷にある、ハピラインふくい・ハピラインふくい線の駅である。

## 歴史
- 1918年（大正7年）11月15日：国有鉄道北陸本線の細呂木駅 - 大聖寺駅間に、熊坂信号所として開設。
- 1921年（大正10年）4月15日：駅に昇格、牛ノ谷駅（一般駅）開業[1][2]。
- 1948年（昭和23年）
  - 6月28日：福井地震により駅舎傾斜[3]。
  - 9月21日：本屋(駅舎)その他復旧工事着工[3]。
  - 12月19日：本屋その他復旧工事竣工[3]。
- 1961年（昭和36年）10月1日：貨物の取扱を廃止（旅客駅となる）[4]。
- 1971年（昭和46年）3月25日：荷物の取扱を廃止[5]。駅員無配置駅となる[6]。
- 1987年（昭和62年）4月1日：国鉄分割民営化により、西日本旅客鉄道（JR西日本）の駅となる[4]。
- 2018年（平成30年）9月15日：ICカード「ICOCA」の利用が可能となる（チャージ不可）[7][8][9][10][11]。
- 2024年（令和6年）3月16日：北陸新幹線の金沢駅 - 敦賀駅間開業に伴い、ハピラインふくいの駅となる[12][13][14]。

## 駅構造
島式ホーム1面2線を有する地上駅。ホーム南側に保線用の側線があるものの、絶対信号機がない停留所となっている。ホームはカーブにより大きく曲がっており、下り側が上り側よりも高くなっている。線路東側に駅舎があり、ホームとは構内踏切で連絡している。
北陸新幹線敦賀延伸までは、JR西日本金沢支社の福井地域鉄道部管理の無人駅であり、自動券売機は設置されていない。ICカード専用型の簡易改札機が設置されている。トイレあり。
福井県最北端の駅で、駅より約0.5kmほど北にある熊坂トンネルを入るとすぐ石川県に入る。石川県側の大聖寺駅はIRいしかわ鉄道の管理駅のため、当駅がハピラインふくいが管理する最北端の駅となる。JR時代は当駅まで福井地域鉄道部管理で、大聖寺駅から金沢寄りは金沢支社直轄（駅は小松管理駅）であった。

### のりば
| のりば | 路線                | 方向 | 行先           |
| ------ | ------------------- | ---- | -------------- |
| 1      | ■ハピラインふくい線 | 上り | 福井・敦賀方面 |
| 2      | ■ハピラインふくい線 | 下り | 金沢方面       |

- 長らくのりば番号が設定されていなかったが、ICOCA導入までに設定された。駅舎側（上り）が1番のりばである。
- 接近警告機から鳴るメロディは、下りホームが「村の鍛冶屋」、上りホームが「エリーゼのために」である。

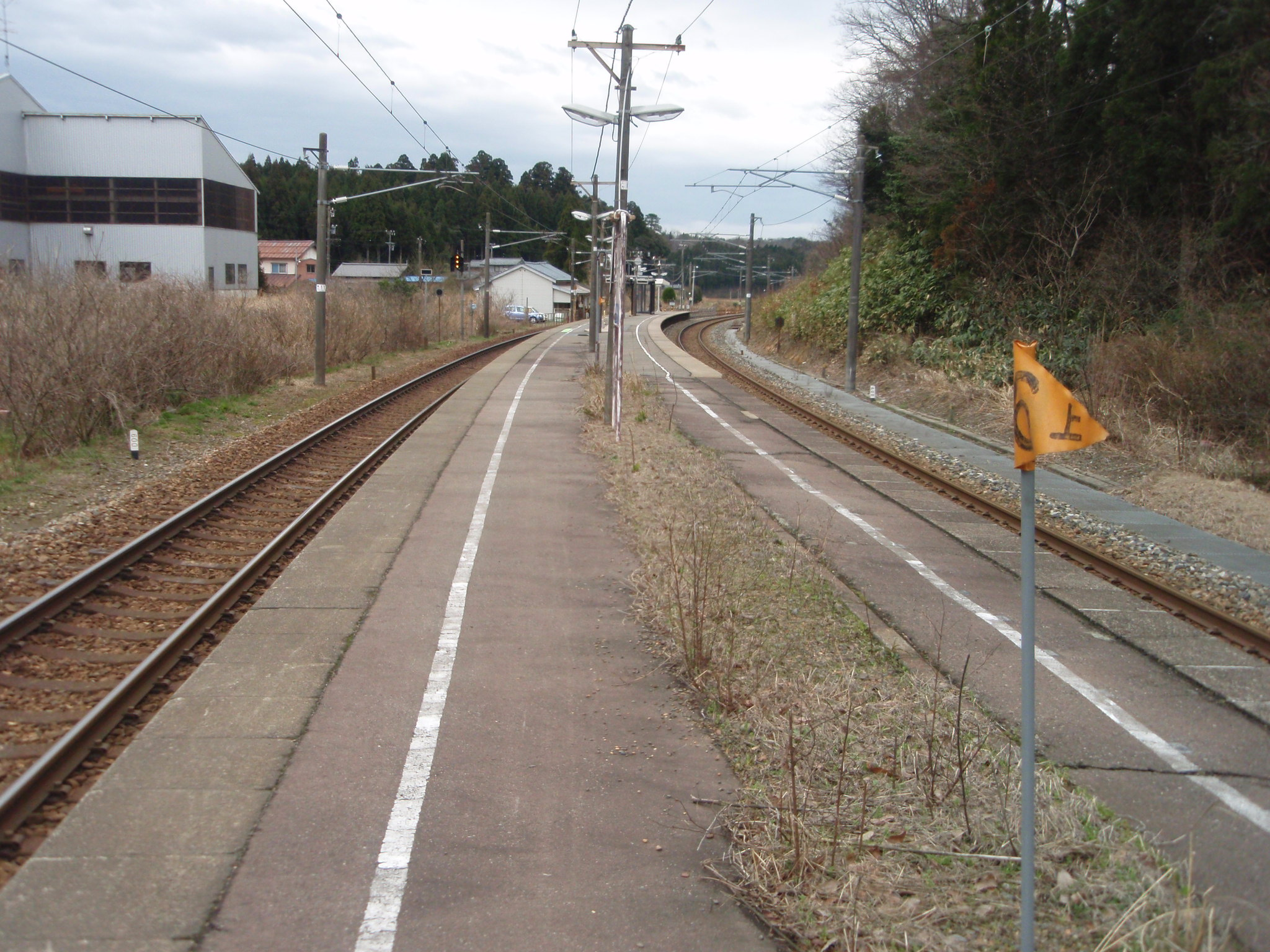
ホーム（2009年3月）

## 利用状況
「福井県統計年鑑」によると、2022年（令和4年）度の1日平均乗車人員は11人である。
近年の1日平均乗車人員は以下の通り。
| 年度   | 1日平均 乗車人員 |
| ------ | ---------------- |
| 1997年 | 94               |
| 1998年 | 99               |
| 1999年 | 96               |
| 2000年 | 90               |
| 2001年 | 84               |
| 2002年 | 74               |
| 2003年 | 73               |
| 2004年 | 70               |
| 2005年 | 64               |
| 2006年 | 53               |
| 2007年 | 45               |
| 2008年 | 52               |
| 2009年 | 48               |
| 2010年 | 29               |
| 2011年 | 24               |
| 2012年 | 23               |
| 2013年 | 27               |
| 2014年 | 24               |
| 2015年 | 22               |
| 2016年 | 18               |
| 2017年 | 21               |
| 2018年 | 23               |
| 2019年 | 22               |
| 2020年 | 11               |
| 2021年 | 13               |
| 2022年 | 11               |

## 駅周辺
駅舎のほぼ目の前を北陸自動車道が通っており、北陸本線は熊坂トンネルに入る前でアンダークロスしている。
- 福井県道124号牛ノ谷停車場線
- 牛ノ谷峠（国道8号） - 駅名の由来となっている峠[1]。

## 隣の駅
ハピラインふくい
■ハピラインふくい線
細呂木駅 - 牛ノ谷駅 - 大聖寺駅